# Höhere Töchter (Film)
Höhere Töchter ist ein deutsches Stummfilmdrama aus dem Jahre 1927 von Richard Löwenbein mit Grete Mosheim in der Hauptrolle.

## Handlung
Eine alte Binsenweisheit besagt, dass Geld allein nicht glücklich mache, und auch für die 16-jährige „höhere Tochter“ Maria Hartung bedeutet es noch längst nicht, in einer glücklichen Familie aufzuwachsen, nur weil selbige gut situiert ist. Denn ihr Vater, der angesehene Professor Hartung und seine Frau, die deutlich jüngere Hanna Hartung, haben sich entfremdet, und während der Professor in seinem Beruf aufgeht, vergnügt sich Hanna mehr als es sich geziemt mit dem Hausfreund, Rechtsanwalt Dr. Falla. Maria sieht ihre beiden Elternteile nur selten und fühlt sich vernachlässigt. Es kommt wie es kommen muss: Ein großer Streit zwischen den Eheleuten führt zur Scheidung, und Maria wird in ein Mädchenpensionat abgeschoben, wo „höhere Töchter“, wie man so sagt, auf das Leben vorbereitet werden. Heimweh und ein Gefühl des Nicht-Dazugehörens setzen Maria ordentlich zu. Lediglich in der etwas derben Molly von Baddenkorff, einer Gutsbesitzertochter, findet sie eine Vertraute. Eines Abends kommt ein anderes Mädchen namens Olga auf Maria zu und lädt sie dazu ein, sich ihr und einigen anderen Pensionatsschülerinnen anzuschließen, die nachts Party machen wollen. Maria kennt ein solch ungezügeltes Treiben von daheim nicht und setzt sich kurz darauf ab. Als Olga im angetrunkenen Zustand versehentlich im Zimmer des Literaturlehrers Dr. Henrici einsteigt, ist der Teufel los. Olga droht der Verweis von der Schule. Henrici hat, ohne dass Maria dies mitbekommen hatte, ein Auge auf sie geworfen. Als der Lehrer vom schuleigenen Nachtwächter erfahren muss, dass auch Maria an jener nächtlichen Feier teilgenommen hatte, ist er schwer enttäuscht von seiner Lieblingsschülerin. Etwas später, im Rahmen eines Schulballs, erfährt er von Maria, dass sie von Olga mehr oder weniger zur Teilnahme genötigt worden war.
Die Pensionatsferien kommen, und während alle Mädchen in Richtung Eltern ausschwärmen, muss Maria im Pensionat bleiben, da ihr Vater, der inzwischen mit einer gewissen Christine neu verheiratet ist, keine Zeit für sie hat. Die pragmatische Molly erweist sich als Rettungsanker und nimmt Maria kurzerhand aufs elterliche Gut mit. Diese Ferien sollen sich als Glücksfall erweisen, denn Maria lernt Mollys Bruder Lothar kennen und verliebt sich in ihn. Zurück im Internat, will sich Olga an Marias Verrat rächen und denunziert ihre Mitschülerin als Geliebte Lothars. Entsetzt will Maria die Heimreise antreten, wird aber von dem verständnisvollen Dr. Henrici am Bahnhof abgefangen. Lothars Vater hat sich derweil auf die Reise zum Pensionat begeben, weil er von seinem Sohn ebenfalls von der stürmischen Liebschaft zwischen Lothar und Maria erfahren hatte. Der Zufall will es, dass der Alte auch noch anwesend ist, als Dr. Henrici nun seinerseits Maria ein Liebesgeständnis macht. Wieder daheim, muss Lothar wiederum vom Vater erfahren, dass er in jenem Literaturlehrer beinharte Konkurrenz um die Gunst Maria erhalten hat. Daraufhin macht sich Lothar zur Mädchenschule auf und erklärt Henrici frank und frei, dass mit Maria mehr als nur Händchenhalten war. Maria wird Zeugin dieser Unterredung und macht, was sie bislang am besten konnte: Sie stürzt davon. Henrici erklärt derweil Lothar, dass das ein wenig volatile Mädchen nur ihn, den jungen Gutsbesitzersohn, lieben würde. Lothar such daraufhin Maria und findet sie auf der Krankenstation, eingeliefert mit einer schweren Veronal-Vergiftung. Als der alte Hartung von dem Suizidversuch seiner Tochter erfährt, besinnt er sich eines Besseren und reist sofort zum Pensionat, um Maria heimzuholen. Dort hat der behandelnde Arzt gerade noch das Leben der „höheren Tochter“ retten können.

## Produktionsnotizen
Höhere Töchter entstand im August und September 1927 und wurde am 27. Oktober desselben Jahres in Berlins Alhambra-Kino am Kurfürstendamm uraufgeführt. Der Film besaß eine Länge von 2242 Metern, verteilt auf sechs Akte.
Carl L. Kirmse entwarf die Filmbauten, Fritz Oppenheimer bearbeitete das Drehbuch.

## Kritik
Die Österreichische Film-Zeitung schrieb: „Dem Film … „Höhere Töchter“ geht von Deutschland der Ruf voran, ein Werk zu sein, dem ein eigener, stark ausgeprägter Kunstwert innewohnt. Dieses Urteil kann nach jeder Richtung hin nur auf das nachdrücklichste bestätigt werden.“